# Hemmingford (bykommun)
Hemmingford är en bykommun (municipalité de village) i den kanadensiska provinsen Québec. Den ligger i regionen Montérégie, i den sydöstra delen av landet, 170 km öster om huvudstaden Ottawa.